# Église Saint-Emilion de Loguivy-Plougras
L'église Saint-Émilion est une église catholique située à Loguivy-Plougras, dans le département des Côtes-d'Armor, en Bretagne.

## Historique
La construction de la chapelle a commencé en 1516 et celle de la tour en 1566. 
Sur la frise du transept midi, nous lisons d'un côté : "le dixième jour de février 1540 et un, le bois de cette chapelle a été fait" et de l'autre côté : "O Mater Dei, memento mei. Deus omnipotens miserere super isto". La frise du côté nord de la grande nef porte l'inscription suivante : "Le bout d'en bas de céans fait par Lamy Y. Gouarn à présent l'an 1557" et comme marque de souvenir, un marteau et une hache, avec les lettres G et D.
D'après ces inscriptions, il faudrait attribuer la construction des murs de la chapelle à François de Plougras, d'après le cartulaire de Trogorre, en 1516, en présence de la Châtellerie de Trogorre. Les écussons de Plougras figurent sur tous les contreforts de la chapelle et au-dessus des trois portes principales : c'est la croix pattée des chevaliers de Plougras.
La chapelle Saint-Émilion est restée propriété particulière jusqu'à la Révolution française. Les noms de ses fondateurs sont inscrits sur les vitres. Ils sont également sur les cloches dont une seule a été conservée. Cette chapelle a été restaurée de 1885 à 1887 et est devenue église paroissiale en 1888.

Le clocher seul est classé au titre des monuments historiques en 1912. C'est l'un des plus hauts de Bretagne. 